# Herbert Langley
Herbert Langley (? de 1888 – 13 de setembro de 1967) foi um cantor de ópera, que mais tarde, também desempenhou vários papéis em uma série de filmes britânicos.

## Filmografia selecionada
- The Wonderful Story (1922)
- Flames of Passion (1922)
- Chu-Chin-Chow (1923)
- Southern Love (1924)
- Carmen (1927)
- Cupid in Clover 1929)
- Number Seventeen (1932)
- Letting in the Sunshine (1933)
- The Public Life of Henry the Ninth (1935)